# Banesco (Panamá)
Banesco Panamá es una institución financiera panameña con sede social en Ciudad de Panamá. Se estableció en Panamá el 17 de noviembre de 1992 bajo el nombre de Banesco International Bank Inc. para operar bajo licencia internacional, como subsidiaria de Banesco Holding C.A., lo que le permitía hacer operaciones bancarias en ese país y el resto del mundo.

## Historia
En octubre de 2007, le fue autorizado por la Superintendencia de Bancos de Panamá la licencia general, cambió su nombre a Banesco (Panamá), S.A.. e inició operaciones inaugurando de forma simultánea siete sucursales en la capital y el interior del país. En 2008 la compañía estableció Banesco Seguros Panamá. Siendo una estructura financiera totalmente autónoma (operativa y legalmente), que compite en el mercado panameño.
A julio del 2021 Banesco Panamá tenía 980 colaboradores directos, más de 200.000 clientes, 23 sucursales a nivel nacional y más de 31 cajeros automáticos o ATM y 1 cajero de depósitos. Su fundador y principal accionista es el banquero y economista Juan Carlos Escotet Rodríguez. 
Banesco (Panamá), S.A. forma parte de la marca de servicios financieros Banesco Internacional, también fundada y presidida por Juan Carlos Escotet Rodríguez. Banesco Panamá cuenta con operaciones en Estados Unidos y América Latina, con presencia en seis países y conformada por cuatro Grupos financieros independientes: Banesco USA (Florida, Estados Unidos), Banesco Panamá, Banesco República Dominicana y Banesco Venezuela. A diciembre del 2020, las entidades que integran Banesco Internacional contaban con 5.500 empleados y una red de 279 agencias que brindan servicio a más de 4,8 millones clientes. El volumen de negocio de Banesco Internacional en esa fecha era de 10.087 millones de dólares y su patrimonio neto ascendía a 697 millones de dólares. En la dirección de Banesco Internacional participan los tres hijos de Juan Carlos Escotet Rodríguez, Carlos Alberto, Carlos Eduardo y Juan Carlos Escotet Alviarez.
Juan Carlos Escotet Rodríguez es también es el principal accionista de ABANCA, una entidad financiera independiente con sede en España y regulada por el Banco Central Europeo.  ABANCA se ha posicionado como uno de los bancos más rentables de España. Tiene presencia en España, Portugal, Alemania, Francia, Suiza, Gran Bretaña, USA, Brasil, México, Venezuela y Panamá. En 2018 adquiere las operaciones del Banco Caixa Geral en España y filial portuguesa de Deutsche Bank Private & Commercial Client. Las más recientes adquisiciones de ABANCA son la entidad financiera del País Vasco Bankoa, y las sucursales en España del banco portugués Novo Banco, ambas en 2021.
ABANCA es el séptimo banco de España por el total de sus activos y su volumen de negocio supera los 115.000 millones de dólares. A diciembre de 2020 ocupaba a 5.885 empleados y su capital (patrimonio neto) en esa fecha alcanzaba los 4.576 millones de euros.
En conjunto, Banesco Internacional (BI) y ABANCA suman, a diciembre de 2020, 11.378 empleados, 985 oficinas y 6,9 millones de clientes. El volumen de negocio conjunto supera los 125.000 millones de dólares y el patrimonio neto sumado es de 5.283 millones de euros